# Gundy Sarolta
Gundy Sarolta (Nagyatád, 1946. május 16. –) az MTA doktora, egyetemi tanár, klinikai genetikus, rákkutató, az Országos Onkológia Intézet volt tudományos osztályvezetője. Elsők között dolgozott ki és alkalmazott Európában és Magyarországon számos módszert az ionizáló sugárzás biológiai dozimetriájában és a primér rákprevencióban. A rákkockázat becslésében és a szűrési technikákban (heredaganat, fej-nyaki daganatok, pajzsmirigy daganat, hematológiai daganatok) dolgozott ki módszereket.  Ebben a témakörben kutatásai során négy évtizeden át dolgozott, amivel megalapozta nemzetközi elismertségét. A „ Rákrizikó biomarkerei” c. európai konzorcium egyetlen és legrégebbi  magyarországi munkatársaként azt is bizonyította, hogy bizonyos korai biomarkerek előrejelzői a népesség egyes tagjai esetében kialakuló magasabb rákkockázatnak. Ezt több, mint 3000 magyar ember vizsgálatai és rákmorbiditási adatai alapján állapította meg. A környezeti és munkahelyi kémiai, életviteli és a  különféle sugárexpozíciók rákkeltő hatásának és a rákkockázat csökkentésének, a primér prevenciónak külföldön is elismert hazai szakembere. A vörösiszap expozíció sérültjeinek önkéntes vizsgálója.
Ezen túlmenően – jelenleg nyugdíjasként is - genetikai tanácsadást végez rákbetegségen és kezeléseken átesett, főleg fiatal rákbetegek utódvállalásához. Szépirodalmi tevékenységet is folytat.

## Életútja
Családja 1952-ben költözött Dombóvárra,1964-ben érettségizett a dombóvári Gőgös Ignác Gimnáziumban. Egyetemi tanulmányait a Harkovi Állami Egyetem genetika szakán végezte. Majd a Francia Atomenergiai Ügynökség Sugárvédelmi Intézetének meghívására, vendégkutatóként folytatta szakmai és tudományos előmenetelét. A bécsi székhelyű Nemzetközi Atomenergiai Ügynökség nemzetközi ösztöndíjának elnyerésével az Egyesült Államokban folytatta tanulmányait. A Magyar Tudományos Akadémián 1986-ban kandidátusi fokozatot szerzett „A kromoszóma analízis jelentősége a sugárvédelemben” c. értekezésével. Munkahelyei: SOTE Tüdőgyógyászati Klinika, egyetemi tanársegéd - 1972-1973, Országos F.J.Curie Sugárbiológiai és Sugáregészségügyi Kutató Intézet - 1973-1987, Radiotoxikológiai Osztály tudományos munkatárs, majd főmunkatárs; Országos Közegészségügyi Intézet, Humángenetikai és Teratológiai Osztály tudományos csoportvezető - 1987-1994, Országos Onkológiai Intézet, tudományos osztályvezető - 1994. Klinikai munka: Biológiai dozimetria, sugár- és diagnosztikus onkocytogenetika, genetikai tanácsadás, Sporadikus és veleszületett aplasztikus anemia differenciál diagnózisa.

### Családja
Férje: Dr. Izvekov Vladiszláv (Harkov, 1940 – Budapest, 2016) okleveles vegyész, címzetes  egyetemi docens, a kémiai tudományok kandidátusa (Budapesti Műszaki Egyetem). Lánya: Kondor-Izvekov Ágnes (Budapest, 1971), angol nyelv és irodalom szakos bölcsésztanár.

## Publikációi
- Összes idézhető közlemények száma: >470
- Lektorált eredeti közlemények száma: 70
- Könyvfejezetek száma: 14
- Független citációk száma: 1600
- Publikációk száma (angol nyelven): 88, 14 könyvrészlet, ezek közül 10 angol, 4 magyar nyelvű; nemzetközi szakirodalmi idézettsége: 1600

## Hazai tudományos társaságok tagsága
- Magyar Humángenetikai Társaság tagja 1977 óta; főtitkára - 1997-2001
- Környezeti Mutagenezis Szekció elnöke - 1996-2000
- A Humángenetikai Szakmai Kollégium tagja 1996-ig (a kollégium megszűntéig), majd 2004-től az újonnan megalakult Klinikai Genetikai Szakmai Kollégium tagja
- Magyar Onkológusok Társasága (MOT) tagja 1993-, az Elnökség tagja: 1995-2003, a Vezetőség tagja: 1995–2010;
- MTA Orvosi Genetikai Munkabizottság tagja 2002
- MTA Köztestületi tag 1994
- MTA-t Megelőző Orvostudományi Bizottság tagja 2011-

## Külföldi társaságok tagsága
- European Environmental Mutagen Society(EEMS) - 1980
- EEMS Magyarországi tanácsnoka: 1996-2001
- Executive Committee 1991-1995
- Award Committee 1998-2002
- International Scientific Programme Committee - 1997-2000
- 30. Európai Jubileumi kongresszus szervezője - Budapest, 2000. Aug.22-26
- New York Academy of Sciences 1997
- Cancer Risk Biomarkers Európai Konzorcium 2002-2005
- Collegium Ramazzini Nemzetközi Akadémia 2012-

## Elismerései
- Ramazzini Nemzetközi Akadémia - 2012
- Dombóvár város díszpolgára - 2010
- New York-i Tudományos Akadémia tagja - 1997
- Systems Research Foundation Award, Windsor, Canada - 1995
- Egészségügyi Miniszteri Dicséret - 1984